# Paecilaema obscurum
Paecilaema obscurum is een hooiwagen uit de familie Cosmetidae.